# EHF Champions League 1993-1994 (pallamano maschile)
La EHF Champions League 1993-1994 è stata la 34ª edizione del massimo torneo europeo di pallamano riservato alle squadre di club, la prima dopo aver cambiato denominazione e la prima sotto l'organizzazione della European Handball Federation, la federazione europea di pallamano, anziché dell'International Handball Federation. La competizione è iniziata il 29 agosto 1993 e si è conclusa il 30 aprile 1994.
Il torneo è stato vinto dalla compagine spagnola del Club Balonmano Cantabria per la 1ª volta nella sua storia.

## Formula
- Primo turno: venne disputato da sei squadre con la formula dell'eliminazione diretta con partite di andata e ritorno.
- Sedicesimi di finale: venne disputato da trentadue squadre (29 + 3 vincenti del primo turno) con la formula dell'eliminazione diretta con partite di andata e ritorno.
- Ottavi di finale: venne disputato con la formula dell'eliminazione diretta con partite di andata e ritorno dalle sedici squadre vincenti il turno precedente.
- Fase a gironi: le venne disputata da otto squadre, divise in due gruppi da quattro club ciascuno, con la formula del girone all'italiana con partite di andata e ritorno; sostituiva i quarti di finale e le semifinali.
- Finale: le squadre vincenti i due gironi della fase precedente disputavano la finale per il titolo di campione d'Europa con partite di andata e ritorno.

## Risultati

### Primo turno
| Squadra 1                | Squadra 2        | Andata                                                      | Ritorno                                                     | Totale  |
| ------------------------ | ---------------- | ----------------------------------------------------------- | ----------------------------------------------------------- | ------- |
| RK Pelister              | RK Celje         | Bitola 29 agosto 1993 - ore 18:00                           | Celje 4 settembre 1993 - ore 19:00                          | 46 - 51 |
| RK Pelister              | RK Celje         | 22 - 23 (10-8)                                              | 24 - 28 (12-15)                                             | 46 - 51 |
| RK Pelister              | RK Celje         | Report Archiviato il 13 aprile 2014 in Internet Archive.    | Report Archiviato il 13 aprile 2014 in Internet Archive.    | 46 - 51 |
| SKA Minsk                | HC Kehra         | Minsk 11 settembre 1993 - ore 16:00                         | Tallinn 12 settembre 1993 - ore 14:00                       | 53 - 47 |
| SKA Minsk                | HC Kehra         | 33 - 21 (18-8)                                              | 20 - 26 (11-13)                                             | 53 - 47 |
| SKA Minsk                | HC Kehra         | Report Archiviato il 24 settembre 2015 in Internet Archive. | Report Archiviato il 24 settembre 2015 in Internet Archive. | 53 - 47 |
| HC Gtu Shevardeni-Telavi | HT Tatran Prešov | Tbilisi 4 settembre 1993 - ore 16:00                        | Prešov 5 settembre 1993 - ore 17:00                         | 32 - 42 |
| HC Gtu Shevardeni-Telavi | HT Tatran Prešov | 12 - 17 (5-9)                                               | 20 - 25 (8-12)                                              | 32 - 42 |
| HC Gtu Shevardeni-Telavi | HT Tatran Prešov | Report Archiviato il 13 aprile 2014 in Internet Archive.    | Report Archiviato il 13 aprile 2014 in Internet Archive.    | 32 - 42 |

### Sedicesimi di finale
| Squadra 1            | Squadra 2                | Andata                                                      | Ritorno                                                     | Totale  |
| -------------------- | ------------------------ | ----------------------------------------------------------- | ----------------------------------------------------------- | ------- |
| RK Medveščak         | ZTR Zaporižžja           | Celje 25 settembre 1993 - ore 18:00                         | Zaporižžja 2 ottobre 1993 - ore 16:00                       | 53 - 45 |
| RK Medveščak         | ZTR Zaporižžja           | 28 - 19 (14-9)                                              | 25 - 26 (11-13)                                             | 53 - 45 |
| RK Medveščak         | ZTR Zaporižžja           | Report Archiviato il 13 aprile 2014 in Internet Archive.    | Report Archiviato il 13 aprile 2014 in Internet Archive.    | 53 - 45 |
| HV Sittardia         | Club Balonmano Cantabria | Sittard 25 settembre 1993 - ore 19:45                       | Santander 2 ottobre 1993 - ore 18:30                        | 35 - 59 |
| HV Sittardia         | Club Balonmano Cantabria | 15 - 32 (7-12)                                              | 20 - 27 (8-12)                                              | 35 - 59 |
| HV Sittardia         | Club Balonmano Cantabria | Report Archiviato il 13 aprile 2014 in Internet Archive.    | Report Archiviato il 13 aprile 2014 in Internet Archive.    | 35 - 59 |
| SG Wallau-Massenheim | CHEV Handball Diekirch   | Hofheim am Taunus 25 settembre 1993 - ore 19:30             | Diekirch 2 ottobre 1993 ore 20:30                           | 68 - 24 |
| SG Wallau-Massenheim | CHEV Handball Diekirch   | 34 - 10 (16-3)                                              | 34 - 14 (17-6)                                              | 68 - 24 |
| SG Wallau-Massenheim | CHEV Handball Diekirch   | Report Archiviato il 13 aprile 2014 in Internet Archive.    | Report Archiviato il 13 aprile 2014 in Internet Archive.    | 68 - 24 |
| Nova San Pietroburgo | Hapoel Rishon Le Zion    | Rishon LeZion 29 settembre 1993 - ore 16:30                 | Rishon LeZion 1º ottobre 1993 - ore 16:30                   | 45 - 52 |
| Nova San Pietroburgo | Hapoel Rishon Le Zion    | 25 - 29 (10-17)                                             | 20 - 23 (8-12)                                              | 45 - 52 |
| Nova San Pietroburgo | Hapoel Rishon Le Zion    | Report Archiviato il 24 settembre 2015 in Internet Archive. | Report Archiviato il 24 settembre 2015 in Internet Archive. | 45 - 52 |
| KIF Kolding          | Sandefjord HK            | Kolding 26 settembre 1993 - ore 14:30                       | Sandefjord 3 ottobre 1993 - ore 16:00                       | 48 - 56 |
| KIF Kolding          | Sandefjord HK            | 25 - 25 (12-14)                                             | 23 - 31 (11-14)                                             | 48 - 56 |
| KIF Kolding          | Sandefjord HK            | Report Archiviato il 24 settembre 2015 in Internet Archive. | Report Archiviato il 24 settembre 2015 in Internet Archive. | 48 - 56 |
| RK Zagabria          | Granitas Kaunas          | Nove Mesto 29 settembre 1993 - ore 18:00                    | Kaunas 2 ottobre 1993 - ore 18:00                           | 48 - 41 |
| RK Zagabria          | Granitas Kaunas          | 27 - 19 (15-12)                                             | 21 - 22 (11-10)                                             | 48 - 41 |
| RK Zagabria          | Granitas Kaunas          | Report Archiviato il 13 aprile 2014 in Internet Archive.    | Report Archiviato il 13 aprile 2014 in Internet Archive.    | 48 - 41 |
| Halkbank Ankara      | Borba Lucerna            | Ankara 26 settembre 1993 - ore 17:30                        | Lucerna 3 ottobre 1993 - ore 16:30                          | 37 - 38 |
| Halkbank Ankara      | Borba Lucerna            | 18 - 17 (10-10)                                             | 19 - 21 (11-11)                                             | 37 - 38 |
| Halkbank Ankara      | Borba Lucerna            | Report Archiviato il 13 aprile 2014 in Internet Archive.    | Report Archiviato il 13 aprile 2014 in Internet Archive.    | 37 - 38 |
| USAM Nîmes           | HT Tatran Prešov         | Nîmes 25 settembre 1993 - ore 20:30                         | Prešov 3 ottobre 1993 - ore 10:00                           | 40 - 31 |
| USAM Nîmes           | HT Tatran Prešov         | 22 - 16 (11-6)                                              | 18 - 15 (0-0)                                               | 40 - 31 |
| USAM Nîmes           | HT Tatran Prešov         | Report Archiviato il 13 aprile 2014 in Internet Archive.    | Report Archiviato il 13 aprile 2014 in Internet Archive.    | 40 - 31 |
| Tatra Koprivnice     | Valur                    | Reykjavík 2 ottobre 1993 - ore 16:30                        | Reykjavík 3 ottobre 1993 - ore 20:30                        | 41 - 45 |
| Tatra Koprivnice     | Valur                    | 23 - 23 (12-15)                                             | 18 - 22 (10-15)                                             | 41 - 45 |
| Tatra Koprivnice     | Valur                    | Report Archiviato il 13 aprile 2014 in Internet Archive.    | Report Archiviato il 13 aprile 2014 in Internet Archive.    | 41 - 45 |
| Strovolou Nicosia    | KC Veszprém              | Veszprém 22 settembre 1993 - ore 17:30                      | Veszprém 24 settembre 1993 - ore 17:30                      | 35 - 70 |
| Strovolou Nicosia    | KC Veszprém              | 17 - 33 (8-16)                                              | 18 - 37 (8-18)                                              | 35 - 70 |
| Strovolou Nicosia    | KC Veszprém              | Report Archiviato il 13 aprile 2014 in Internet Archive.    | Report Archiviato il 13 aprile 2014 in Internet Archive.    | 35 - 70 |
| KS Kielce            | Ionikos Atene            | Kielce 25 settembre 1993 - ore 17:00                        | Kielce 26 settembre 1993 - ore 17:00                        | 62 - 42 |
| KS Kielce            | Ionikos Atene            | 32 - 20 (16-10)                                             | 30 - 22 (15-9)                                              | 62 - 42 |
| KS Kielce            | Ionikos Atene            | Report Archiviato il 13 aprile 2014 in Internet Archive.    | Report Archiviato il 13 aprile 2014 in Internet Archive.    | 62 - 42 |
| Pallamano Trieste    | Union West-Wien          | Trieste 25 settembre 1993 - ore 20:00                       | Vienna 2 ottobre 1993 - ore 17:00                           | 34 - 35 |
| Pallamano Trieste    | Union West-Wien          | 21 - 17 (8-11)                                              | 13 - 18 (7-8)                                               | 34 - 35 |
| Pallamano Trieste    | Union West-Wien          | Report Archiviato il 13 aprile 2014 in Internet Archive.    | Report Archiviato il 13 aprile 2014 in Internet Archive.    | 34 - 35 |
| Redbergslids IK      | RK Celje                 | Göteborg 26 settembre 1993 - ore 16:30                      | Celje 2 ottobre 1993 - ore 17:00                            | 34 - 38 |
| Redbergslids IK      | RK Celje                 | 23 - 21 (13-9)                                              | 11 - 17 (2-8)                                               | 34 - 38 |
| Redbergslids IK      | RK Celje                 | Report Archiviato il 13 aprile 2014 in Internet Archive.    | Report Archiviato il 13 aprile 2014 in Internet Archive.    | 34 - 38 |
| VS Drumso IK Dicken  | Vestmanna IF             | Esbo 25 settembre 1993 - ore 19:00                          | Vestmanna 2 ottobre 1993 - ore 17:00                        | 50 - 33 |
| VS Drumso IK Dicken  | Vestmanna IF             | 28 - 16 (13-6)                                              | 22 - 17 (9-7)                                               | 50 - 33 |
| VS Drumso IK Dicken  | Vestmanna IF             | Report Archiviato il 13 aprile 2014 in Internet Archive.    | Report Archiviato il 13 aprile 2014 in Internet Archive.    | 50 - 33 |
| SKA Minsk            | Belassitza Petritch      | Minsk 26 settembre 1993 - ore 16:00                         | Sofia 3 ottobre 1993 - ore 18:00                            | 55 - 45 |
| SKA Minsk            | Belassitza Petritch      | 32 - 16 (13-9)                                              | 23 - 29 (13-13)                                             | 55 - 45 |
| SKA Minsk            | Belassitza Petritch      | Report Archiviato il 13 aprile 2014 in Internet Archive.    | Report Archiviato il 13 aprile 2014 in Internet Archive.    | 55 - 45 |
| ABC Braga            | Inita H.C. Hasselt       | Braga 25 settembre 1993 - ore 18:00                         | Hasselt 2 ottobre 1993 - ore 20:00                          | 43 - 27 |
| ABC Braga            | Inita H.C. Hasselt       | 26 - 13 (13-7)                                              | 17 - 14 (9-6)                                               | 43 - 27 |
| ABC Braga            | Inita H.C. Hasselt       | Report Archiviato il 13 aprile 2014 in Internet Archive.    | Report Archiviato il 13 aprile 2014 in Internet Archive.    | 43 - 27 |

### Ottavi di finale
| Squadra 1        | Squadra 2                | Andata                                                      | Ritorno                                                     | Totale        |
| ---------------- | ------------------------ | ----------------------------------------------------------- | ----------------------------------------------------------- | ------------- |
| KS Kielce        | SG Wallau-Massenheim     | Kielce 31 ottobre 1993 - ore 15:00                          | Hofheim am Taunus 7 novembre 1993 - ore 15:30               | 48 - 66       |
| KS Kielce        | SG Wallau-Massenheim     | 23 - 34 (10-17)                                             | 25 - 32 (11-15)                                             | 48 - 66       |
| KS Kielce        | SG Wallau-Massenheim     | Report Archiviato il 13 aprile 2014 in Internet Archive.    | Report Archiviato il 13 aprile 2014 in Internet Archive.    | 48 - 66       |
| RK Celje         | Borba Lucerna            | Celje 30 ottobre 1993 - ore 17:10                           | Lucerna 7 novembre 1993 - ore 16:00                         | 51 - 30       |
| RK Celje         | Borba Lucerna            | 27 - 11 (15-5)                                              | 24 - 19 (10-11)                                             | 51 - 30       |
| RK Celje         | Borba Lucerna            | Report Archiviato il 24 settembre 2015 in Internet Archive. | Report Archiviato il 24 settembre 2015 in Internet Archive. | 51 - 30       |
| ABC Braga        | Hapoel Rishon Le Zion    | Braga 30 ottobre 1993 - ore 18:00                           | Rishon LeZion 5 novembre 1993 - ore 16:00                   | 58 - 53       |
| ABC Braga        | Hapoel Rishon Le Zion    | 28 - 22 (16-10)                                             | 30 - 31 (16-13)                                             | 58 - 53       |
| ABC Braga        | Hapoel Rishon Le Zion    | Report Archiviato il 13 aprile 2014 in Internet Archive.    | Report Archiviato il 13 aprile 2014 in Internet Archive.    | 58 - 53       |
| KC Veszprém      | Club Balonmano Cantabria | Veszprém 31 ottobre 1993 - ore 13:45                        | Santander 6 novembre 1993 - ore 13:30                       | 45 - 51       |
| KC Veszprém      | Club Balonmano Cantabria | 29 - 26 (14-11)                                             | 16 - 25 (11-10)                                             | 45 - 51       |
| KC Veszprém      | Club Balonmano Cantabria | Report Archiviato il 13 aprile 2014 in Internet Archive.    | Report Archiviato il 13 aprile 2014 in Internet Archive.    | 45 - 51       |
| Valur            | Sandefjord HK            | Sandefjord 6 novembre 1993 - ore 14:30                      | Sandefjord 7 novembre 1993 - ore 18:00                      | 46 - 46 (gfc) |
| Valur            | Sandefjord HK            | 25 - 22 (15-13)                                             | 21 - 24 (10-14)                                             | 46 - 46 (gfc) |
| Valur            | Sandefjord HK            | Report Archiviato il 13 aprile 2014 in Internet Archive.    | Report Archiviato il 13 aprile 2014 in Internet Archive.    | 46 - 46 (gfc) |
| Drumso IK Dicken | RK Zagabria              | Esbo 31 ottobre 1993 - ore 17:00                            | Zagabria 6 novembre 1993 - ore 20:00                        | 53 - 66       |
| Drumso IK Dicken | RK Zagabria              | 26 - 24 (11-13)                                             | 27 - 42 (11-20)                                             | 53 - 66       |
| Drumso IK Dicken | RK Zagabria              | Report Archiviato il 13 aprile 2014 in Internet Archive.    | Report Archiviato il 13 aprile 2014 in Internet Archive.    | 53 - 66       |
| SKA Minsk        | USAM Nîmes               | Nîmes 5 novembre 1993 - ore 20:30                           | Nîmes 6 novembre 1993 - ore 20:30                           | 37 - 57       |
| SKA Minsk        | USAM Nîmes               | 15 - 31 (4-15)                                              | 22 - 26 (10-12)                                             | 37 - 57       |
| SKA Minsk        | USAM Nîmes               | Report Archiviato il 13 aprile 2014 in Internet Archive.    | Report Archiviato il 13 aprile 2014 in Internet Archive.    | 37 - 57       |
| Union West-Wien  | RK Medveščak             | Vienna 31 ottobre 1993 - ore 11:45                          | Zagabria 7 novembre 1993 - ore 17:00                        | 39 - 38       |
| Union West-Wien  | RK Medveščak             | 23 - 30 (11-11)                                             | 16 - 18 (7-10)                                              | 39 - 38       |
| Union West-Wien  | RK Medveščak             | Report Archiviato il 13 aprile 2014 in Internet Archive.    | Report Archiviato il 13 aprile 2014 in Internet Archive.    | 39 - 38       |

### Fase a gironi

#### Girone A
|  | Pos. | Squadra       | Pt | G | V | N | S | GF  | GS  | D   | Note                    |
|  | ---- | ------------- | -- | - | - | - | - | --- | --- | --- | ----------------------- |
|  | 1.   | ABC Braga     | 8  | 6 | 3 | 2 | 1 | 139 | 135 | +4  | Qualificato alla finale |
|  | 2.   | USAM Nîmes    | 7  | 6 | 2 | 3 | 1 | 142 | 135 | +7  |                         |
|  | 3.   | Sandefjord HK | 7  | 6 | 3 | 1 | 2 | 146 | 145 | +1  |                         |
|  | 4.   | RK Zagabria   | 2  | 6 | 0 | 2 | 4 | 135 | 147 | -12 |                         |

Prima Giornata
| Nîmes 18 gennaio 1994, ore 20:30 | USAM Nîmes | 25 – 22 (15-13) referto | RK Zagabria | (4000 spett.) |

| Sandefjord 19 gennaio 1994, ore 19:00 | Sandefjord HK | 28 – 18 (14-8) referto | ABC Braga | (765 spett.) |

Seconda Giornata
| Zagabria 25 gennaio 1994, ore 19:00 | RK Zagabria | 29 – 29 (14-16) referto | Sandefjord HK | (4000 spett.) |

| Braga 26 gennaio 1994, ore 21:00 | ABC Braga | 26 – 26 (17-11) referto | USAM Nîmes | (1000 spett.) |

Terza Giornata
| Nîmes 1º febbraio 1994, ore 20:30 | USAM Nîmes | 26 – 20 (15-10) referto | Sandefjord HK | (4000 spett.) |

| Braga 2 febbraio 1994, ore 21:00 | ABC Braga | 24 – 19 (11-7) referto | RK Zagabria | (800 spett.) |

Quarta Giornata
| Nîmes 8 febbraio 1994, ore 20:30 | USAM Nîmes | 22 – 22 (10-12) referto | ABC Braga | (4000 spett.) |

| Sandefjord 9 febbraio 1994, ore 19:00 | Sandefjord HK | 25 – 24 (16-11) referto | RK Zagabria | (1000 spett.) |

Quinta Giornata
| Braga 23 marzo 1994, ore 21:00 | ABC Braga | 28 – 22 (17-9) referto | Sandefjord HK | (600 spett.) |

| Zagabria 24 marzo 1994, ore 20:15 | RK Zagabria | 23 – 23 (10-8) referto | USAM Nîmes | (6000 spett.) |

Sesta Giornata
| Zagabria 6 aprile 1994, ore 19:00 | RK Zagabria | 18 – 21 (9-11) referto | ABC Braga | (5000 spett.) |

| Sandefjord 6 aprile 1994, ore 19:00 | Sandefjord HK | 22 – 20 (9-9) referto | USAM Nîmes | (1000 spett.) |

#### Girone B
|  | Pos. | Squadra                  | Pt | G | V | N | S | GF  | GS  | D  | Note                    |
|  | ---- | ------------------------ | -- | - | - | - | - | --- | --- | -- | ----------------------- |
|  | 1.   | Club Balonmano Cantabria | 8  | 6 | 4 | 0 | 2 | 136 | 136 | 0  | Qualificato alla finale |
|  | 2.   | SG Wallau-Massenheim     | 6  | 6 | 3 | 0 | 3 | 128 | 127 | +1 |                         |
|  | 3.   | Union West-Wien          | 6  | 6 | 3 | 0 | 3 | 116 | 121 | -5 |                         |
|  | 4.   | RK Celje                 | 4  | 6 | 2 | 0 | 4 | 120 | 116 | +4 |                         |

Prima Giornata
| Celje 19 gennaio 1994, ore 18:25 | RK Celje | 19 – 21 (12-11) referto | Club Balonmano Cantabria | (3000 spett.) |

| Vienna 19 gennaio 1994, ore 19:30 | Union West-Wien | 20 – 19 (10-8) referto | SG Wallau-Massenheim | (1000 spett.) |

Seconda Giornata
| Santander 26 gennaio 1994, ore 20:45 | Club Balonmano Cantabria | 21 – 17 (11-9) referto | Union West-Wien | (2000 spett.) |

| Hofheim am Taunus 30 gennaio 1994, ore 15:00 | SG Wallau-Massenheim | 23 – 18 (11-9) referto | RK Celje | (1000 spett.) |

Terza Giornata
| Hofheim am Taunus 2 febbraio 1994, ore 20:00 | SG Wallau-Massenheim | 30 – 23 (16-12) referto | Club Balonmano Cantabria | (3000 spett.) |

| Celje 2 febbraio 1994, ore 20:25 | RK Celje | 24 – 18 (9-10) referto | Union West-Wien | (2000 spett.) |

Quarta Giornata
| Vienna 9 febbraio 1994, ore 19:30 | Union West-Wien | 28 – 23 (13-10) referto | Club Balonmano Cantabria | (1000 spett.) |

| Celje 13 febbraio 1994, ore 16:30 | RK Celje | 23 – 16 (12-7) referto | SG Wallau-Massenheim | (2000 spett.) |

Quinta Giornata
| Hofheim am Taunus 20 febbraio 1994, ore 15:00 | SG Wallau-Massenheim | 17 – 15 (7-6) referto | Union West-Wien | (2000 spett.) |

| Santander 23 febbraio 1994, ore 20:45 | Club Balonmano Cantabria | 20 – 19 (12-7) referto | RK Celje | (2000 spett.) |

Sesta Giornata
| Vienna 6 aprile 1994, ore 19:30 | Union West-Wien | 18 – 17 (6-10) referto | RK Celje | (1000 spett.) |

| Santander 6 aprile 1994, ore 20:45 | Club Balonmano Cantabria | 28 – 23 (12-13) referto | SG Wallau-Massenheim | (3000 spett.) |

### Finale
| Squadra 1 | Squadra 2                | Andata                                                                     | Ritorno                                                                    | Totale  |
| --------- | ------------------------ | -------------------------------------------------------------------------- | -------------------------------------------------------------------------- | ------- |
| ABC Braga | Club Balonmano Cantabria | Braga 23 aprile 1994 - ore 18:00                                           | Santander 30 aprile 1994 - ore 18:00                                       | 43 - 45 |
| ABC Braga | Club Balonmano Cantabria | 22 - 22 (9-8)                                                              | 21 - 23 (11-11)                                                            | 43 - 45 |
| ABC Braga | Club Balonmano Cantabria | 2.000 Spett. - Report Archiviato il 30 settembre 2012 in Internet Archive. | 3.000 Spett. - Report Archiviato il 30 settembre 2012 in Internet Archive. | 43 - 45 |

## Campioni
| Vincitore della Champions League 1993-1994 |
| ------------------------------------------ |
| Club Balonmano Cantabria 1º titolo         |